# Daruvarski Brestovac
Daruvarski Brestovac (do roku 1991 Brestovac Daruvarski, česky Daruvarský Brestov) je sídlo, část opčiny Končanica, jež se nachází v Bjelovarsko-bilogorské župě v západní části Slavonie v Chorvatsku. Ve vesnici tvoří historicky etnickou většinu příchozí Češi (dle údajů ze sčítání z roku 1991). Vesnice leží severozápadně od Daruvaru, centra českého menšinového života v Chorvatsku.

## Česká beseda
Česká beseda (jak se nazývají spolky Čechů v Chorvatsku, v Srbsku a v Bosně a Hercegovině) vznikla v Daruvarském Brestově v roce 1920 jako pobočka České besedy Daruvar, osamostatnila se v roce 1928. V současné době (2019) má 380 členů, působí při ní pěvecký soubor Konvalinky, dechová hudba, hudební skupina, dvě taneční skupiny Korálky (mladší a starší) a Dechový orchestr Daruvarského Brestova a Končenic.